# Literatuuronderzoek

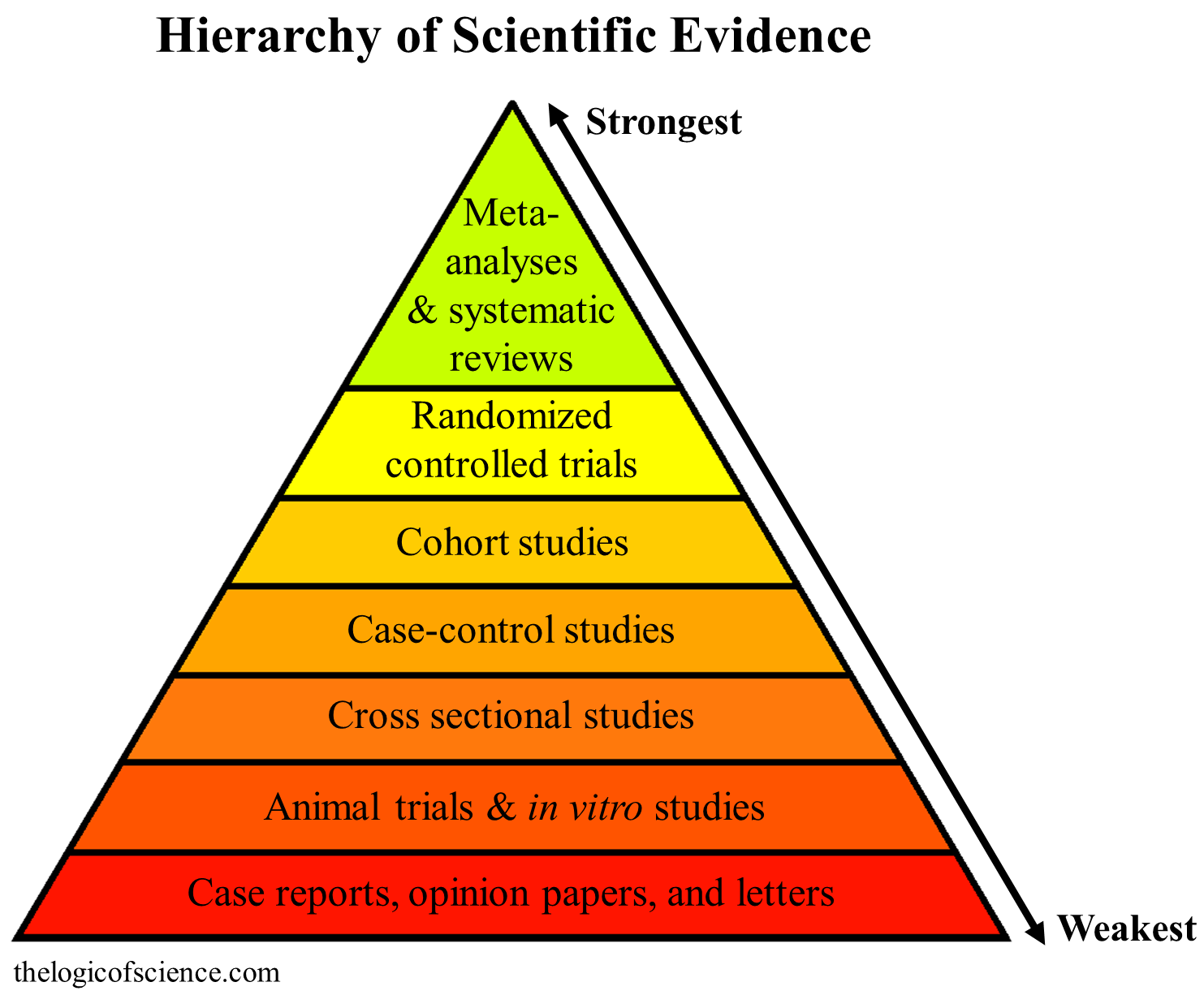
Een systematisch literatuuronderzoek is de hoogste vorm van kennis binnen de (medische) wetenschap

Literatuuronderzoek is het doen van een systematische studie op basis van wetenschappelijke literatuur en andere documenten om een wetenschappelijke vraagstelling te beantwoorden.

## Van analyseren tot selecteren
Fase 1, 2, 3 en 4 wordt vaak uitgevoerd door een persoon die ervaring heeft met de informatiebronnen en enigszins bekend is met de materie (het onderwerpsgebied). Dit is de literatuuronderzoeker/documentalist, die soms ook informatiespecialist genoemd.

### Eerste fase
De eerste fase bestaat uit het analyseren en afbakenen van de vraag.

### Tweede fase
De tweede fase is het bepalen van de informatiebronnen waarvan wordt aangenomen dat er voor de vraagstelling relevante documenten of documentreferenties in staan. Deze informatiebronnen zijn over het algemeen elektronische gegevensverzamelingen (bibliografische databases) van titelbeschrijvingen met abstracts of full-text databases. Voorheen waren dat vaak papieren onderwerpsbibliografieën en referaatbladen.

### Derde fase
De derde fase bestaat uit het bepalen en uitvoeren van een zoekprofiel(en) (meestal vormgegeven door het formuleren van zogenoemde zoektermen) met zoekcriteria geformuleerd op een passende wijze die adequaat werkzaam is in de gekozen informatiebron(nen). Dit kan een herhalend proces zijn aangezien de hoeveelheid (te veel of te weinig) of de relevantie van de resultaten aanleiding kunnen zijn om het zoekprofiel aan te passen of de informatiebronnen.

### Vierde fase
De vierde fase beslaat het doorlezen en analyseren van de 'vangst', die bestaat uit de gevonden en op het eerste gezicht relevant lijkende titelbeschrijvingen met samenvattingen en het (laten) verkrijgen van de betreffende documenten.

## Lezen en verwerken
Het literatuuronderzoek wordt verder uitgevoerd door de betreffende documenten te lezen, de literatuurstudie daar op te baseren en uit te voeren, en, voor zover van toepassing, in een te kiezen vorm op te nemen in het resulterende literatuurrapport. Dit werd vroeger ook veel gedaan door de literatuuronderzoeker, maar tegenwoordig ligt dit werk meestal bij de wetenschapper die het totale onderzoek doet.
Het schrijven van een apart literatuurrapport wordt tegenwoordig meestal niet gedaan, maar de resultaten van de literatuurstudie worden gepubliceerd als overzichtsartikel (review), dienen als basis voor een meta-analyse (medisch: Cochrane review) of vormen het uitgangspunt voor het uitvoeren van verdere wetenschappelijke experimenten.
Vanwege de verschillende kenmerken van bedrijfsonderzoek in vergelijking met de natuurwetenschappen, kunnen de bovengenoemde methodologische stappen niet gemakkelijk worden toegepast in bedrijfsonderzoek. Tranfield et al. (2003) deden al vroeg pogingen om de procedures over te zetten van medicijnen naar zakelijk onderzoek. Durach et al. (2017) hebben een stapsgewijze benadering ontwikkeld: op basis van de ervaringen die zij in hun eigen discipline hebben opgedaan, hebben deze auteurs de methodologische stappen aangepast en een standaardprocedure ontwikkeld voor het uitvoeren van systematische literatuuroverzichten in bedrijfsonderzoek.

## Hulpmiddelen bij literatuuronderzoek
Op Internet vindt men informatiebronnen (bestanden) en zoekinstrumenten. Zoekinstrumenten zijn onder te verdelen in
- zoekmachines, algemene zoals Google Scholar en Yahoo, medisch-wetenschappelijk bijvoorbeeld Sumsearch[3]
- internetgidsen, algemene zoals startpagina's, medisch-wetenschappelijk bijvoorbeeld DrOmedaris[4]
- wetenschappelijke zoekmachines, zoals Web of Science en databanken zoals svr, waar data van de Vlaamse Overheid kan worden teruggevonden of Eurostat waar veel data over de Europese Unie is terug te vinden. Betreffende medische-wetenschappelijke zoekmachine is Pubmed de grootste, met meer dan 18 miljoen citaties.

Er zijn echter wat kanttekeningen te maken bij de betrouwbaarheid van de op internet te vinden informatie, over de commerciële invloed op de hier te vinden informatie en over een systematische manier van zoeken, waarbij de volgorde waarin de zoekresultaten worden gepresenteerd niet alleen bepaald wordt door de mate van relevantie met betrekking tot de gegeven zoektermen.
Een voordeel (en soms tevens een nadeel) is dat tegenwoordig vele documenten ook meteen geheel te lezen zijn, waardoor er dus geen voorselectie via een abstract plaatsvindt.
Om de betrouwbaarheid van wetenschappelijke artikelen te verhogen kan er best gezocht worden naar peer-reviewed materiaal. Dit duidt aan, dat het artikel in kwestie is gecontroleerd door andere wetenschappers. Ook kijken naar het aantal keren dat een artikel werd geciteerd in andere werken kan de betrouwbaarheid verhogen.